# Raumfahrtprojekt Europe America 500
Europe-America 500 war das erste kommerzielle, privat finanzierte Raumfahrtprojekt Russlands.

## Hintergrund
Europe-America 500 wurde 1992 von der russischen Stiftung für soziale Erfindungen sowie dem russischen Raumfahrtunternehmen ZSKB-Progress als Goodwill- und Freundschaftsprojekt realisiert. Ziel war die bilaterale Förderung kultureller und unternehmerischer Aktivitäten insbesondere zwischen Russland und den USA. Gleichzeitig gilt das Projekt als Meilenstein der Raumfahrtgeschichte, da es die Kommerzialisierung ehemaliger militärischer Raumfahrttechnologien ermöglichte und damit das Zeitalter der zivilen Raumfahrt einleitete.
Die Idee zu „Europe-America 500“ entstand in Verbindung mit dem 500. Jahrestag der Entdeckung Amerikas durch Christoph Kolumbus, dem 35. Jahrestag von Sputnik sowie dem 35. Jahrestag der Römischen Verträge zur Gründung der Europäischen Gemeinschaft.
Initiator und Projektvater war der ehemalige russische Raumfahrtingenieur Alexander Baslow. Zusammen mit Gennadi Alferenko, dem Präsidenten der Stiftung für soziale Erfindungen, begann man mit der Planung und Umsetzung des Projektes bereits im Jahr 1990, unmittelbar nach dem Fall der Berliner Mauer.
Finanziert wurde „Europe-America 500“ ausschließlich von privaten Sponsoren und Unternehmen.
Obwohl „Europe-America 500“ sehr erfolgreich umgesetzt werden konnte, blieb es in Westeuropa relativ unbekannt. Viele Experten und auch Medienanstalten vermuteten anfänglich eine „Presseente“ dahinter und betrachteten das Projekt, aufgrund seiner Größe und Dimension, als unfinanzierbar und unrealistisch. Erst nach erfolgreichem Raketenstart kam es weltweit zu umfangreichen Berichterstattungen. Unter anderem auch in den Abendnachrichten deutscher Fernsehanstalten wie dem ZDF.
Mitorganisator und einziger westeuropäischer Sponsor war der österreichische Unternehmer Santiago de Christos. Er wurde Anfang 1992 von Reiner Klett († 14. Februar 2006), ehemaliger Geschäftsführer des Raumfahrtunternehmens Kayser-Threde (heute OHB Systems AG) zur Teilnahme eingeladen. Santiago de Christos beteiligte sich dabei nicht nur als Sponsor, sondern übernahm auch aktiv Bereiche der Öffentlichkeitsarbeit. So organisierte er zusammen mit dem damaligen Botschafter der Russischen Föderation Wladislaw Petrowitsch Terechow einen Botschaftsempfang in Bonn, an dem über 100 Nationen teilnahmen sowie diverse Pressekonferenzen. Nach Durchführung des Raumfahrtprojektes und im Rahmen eines UNICEF Galaabends im Festsaal des Bayerischen Hof in München, versteigerte Santiago de Christos zusammen mit Udo Jürgens zahlreiche Schmuck- und Wertgegenstände, welche an Bord der Raumkapsel waren. Die Erlöse gingen zur Gänze an UNICEF.
Mitorganisator und Sponsor von amerikanischer Seite war der Unternehmer Bob Walsh. Er hörte Ende 1991 während eines Besuchs in Moskau von „Europe-America 500“ und entschied sich, das Projekt zu unterstützen und in den USA bekannt zu machen. Bob Walsh organisierte zusammen mit US-Behörden den Transport der Raumkapsel nach deren Landung im Pazifik in den Hafen von Seattle. Er beteiligte sich zudem auch an der Organisation eines Unternehmer-Austauschprogrammes, welches mit der Raumfahrtmission verbunden war.

## Projektablauf

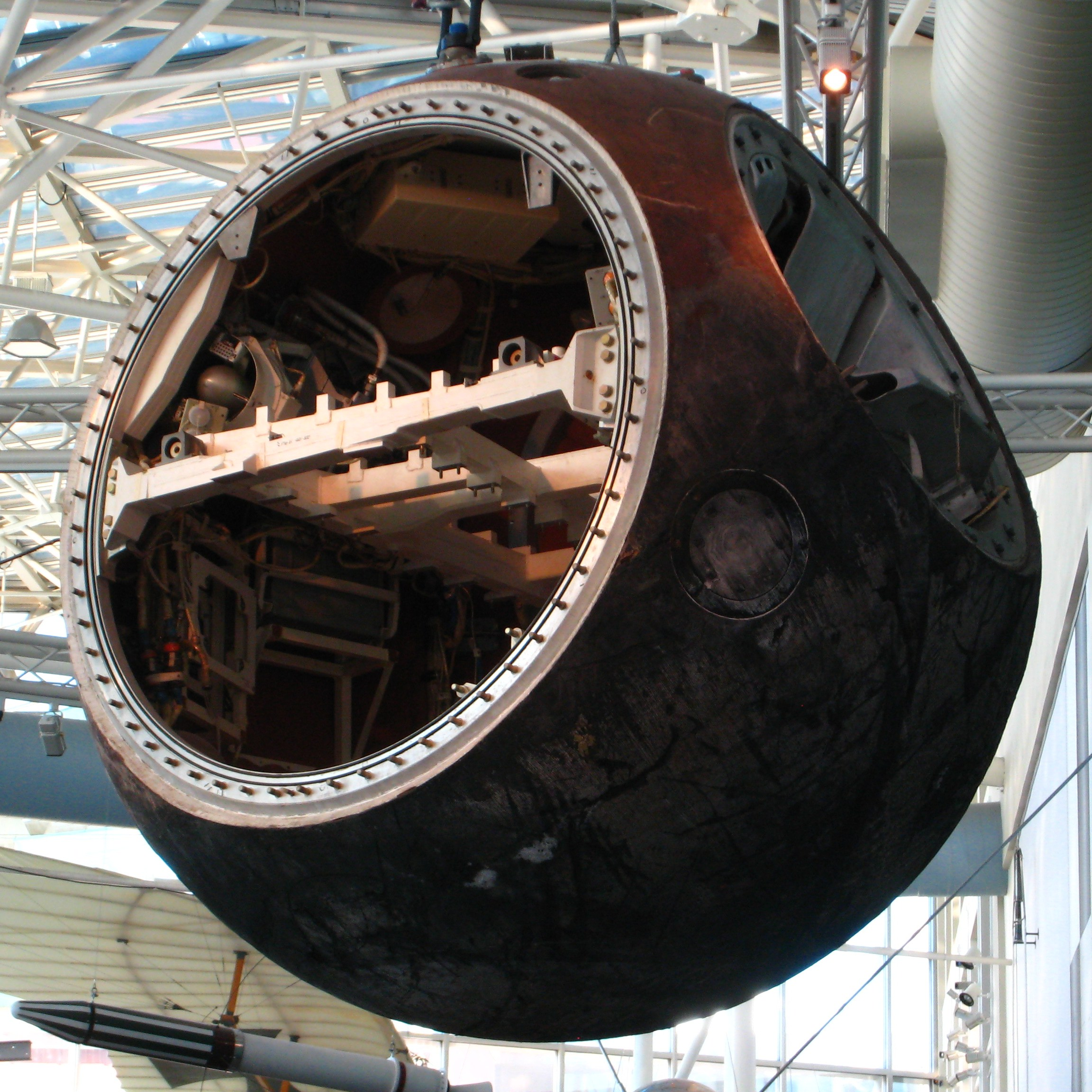
Raumkapsel Resurs 500

Am 16. November 1992 um 0:52 Uhr MSK startete eine Sojus-Rakete vom Weltraumbahnhof Plessezk im Nordwesten Russlands. An Bord befand sich eine ca. 2,5 Tonnen schwere Raumkapsel mit der Bezeichnung „Resurs 500“. Sie stammt aus der gleichen Modell- und Baureihe, welche einst auch der russische Kosmonaut Juri Gagarin für seinen Flug als erster Mensch ins All verwendete.
Während ihrer 7-tägigen Reise umkreiste die Resurs 500 die Erde in einer Höhe von ca. 1000 Kilometern und mit einer Geschwindigkeit von ca. 28.000 km/h. Sie landete am 22. November um 10:32 Uhr PST im Pazifik, rund 120 Meilen vor Grays Harbor an der Küste des Bundesstaates Washington. Dort wurde sie vom russischen Kriegsschiff Marshal Krylov aufgenommen und in den Hafen von Seattle transportiert.
Das Schiff legte am 24. November um 9 Uhr am Pier 42 im Hafen von Seattle an, wo es der damalige Bürgermeister Norm Rice und der Staatssekretär des Bundesstaates Washington Ralph Munro in Empfang nahm. Im Inneren der Kapsel befanden sich 19 orangefarbene Metall-Container mit kulturellen Gegenständen, Kunstwerken, Schmuckstücken, Ikonen sowie Friedensbotschaften des Dalai Lama und anderer Staatsoberhäupter.
Die Raumkapsel kann heute im Luftfahrtmuseum Museum of Flight am King County International Airport in der Nähe von Seattle besichtigt werden.

## Unternehmer-Austauschprogramm
Durch das Raumfahrtprojekt Europe-America 500 wurden wichtige Initiativen ermöglicht. Darunter ein russisch-amerikanisches Unternehmer-Austauschprogramm, das vom Europe-America-500-Konsortium (Russland) und dem International Research and Exchanges Board (USA) geleitet wurde, um die Entwicklung kleiner und mittlerer Unternehmen in Russland zu fördern. Das Programm wurde von der russischen Bundesanstalt für Arbeit und der United States Information Agency koordiniert.
Während des Programmes nahmen über 10.000 Jugendliche aus Russland an 4- bis 6-wöchigen Praktika in den Vereinigten Staaten teil, um unternehmerische Fähigkeiten zu entwickeln und Erfahrungen zu sammeln. Viele von ihnen gründeten nach ihrer Rückkehr nach Russland eigene Unternehmen.